# Flexicurity
Flexicurity er et begreb, der etymologisk består i sammenskrivning af de to engelske ord; flexibility og security. Begrebet er blevet anvendt siden 1995, hvor det blev introduceret af den hollandske professor Hans Adriaans i forbindelse med et regeringsforslag til arbejdsmarkedsreform. Begrebet refererer til en arbejdsmarkedsmodel, der kombinerer fleksibilitet for arbejdsgiverne med flere former for sikkerhed for medarbejdere. Ved hjælp af en proaktiv arbejdsmarkedspolitik skabes en høj fleksibilitet for arbejdsgivernes ansættelses- og afskedigelsespolitik, ligesom modellen giver lønmodtagerne større sikkerhed for beskæftigelse – dog ikke nødvendigvis i samme job – og sikkerhed for at kunne opretholde et vist indkomstniveau, takket være ydelser som dagpenge og kontanthjælp. Modellens virkninger er især afhængig af dagpengenes kompensationsgrad, dvs. deres andel af en gennemsnitsløn på arbejdsmarkedet og den periode, den ledige kan opnå dagpenge i fuldt omfang.
Teorien bag modellen er: Ved at øge sikkerheden ved jobskifte bliver lønmodtagerne mere villige til at tage job, der indebærer en høj risiko for afskedigelse. Omvendt betyder den øgede fleksibilitet, at virksomhederne tør ansætte flere medarbejdere.

## Den danske flexicuritymodel
I Danmark betyder de faldende satser for dagpenge – i 2011 ca. 50 % af gennemsnitsløn – og kontanthjælp, at mange lønmodtagere får store problemer med deres økonomi, når de bliver fyret. En differentieret analyse fra 2011 viste, at en murers kompensation siden 1982 var faldet fra 70 til 40 procent, mens en lavtlønnet rengøringsmedarbejder, der i 1982 fik en kompensation på 90%, fik denne reduceret til 65 % i 2011. 
Dermed svækkes sikkerhedsdelen af modellen, og lønmodtagerne motiveres til at kræve længere opsigelsesvarsler i overenskomsterne, hvilket på sigt vil kunne underminere modellen. Samtidigt medfører modellen, at virksomheder i krisetider kan gå den nemmeste vej ved at fyre medarbejdere, i stedet for at finde andre løsninger. Omkostninger af denne form for fleksibilitet bæres af samfundet, ikke af de virksomheder, som høster dens fordele. De seneste års stramninger af dagpengereglerne med forkortelse af dagpengeperioden fra 4 til 2 år og forlængelse af optjeningsperioden fra 26 til 52 uger har yderligere svækket sikkerhedsaspektet i den danske model.

## Flexicurity i Europa
EU har på baggrund af især de hollandske og danske arbejdsmarkedsforhold undersøgt flexicurity som en mulig fremtidig europæisk model.
Allerede i 1997 vedtog EU-kommissionen en strategi for fleksibel arbejdsmarkedspolitik, og i 2007 blev der udarbejdet en fælles strategi for flexicurity i EU-landene. Her knyttes arbejdsmarkedspolitikken til Lissabon-strategien på grundlag af fire strategiske hjørnesten:
- Fleksible og pålidelige kollektive overenskomster, moderne arbejdsret og fleksibel tilrettelæggelse af arbejdet.
- Strategier for livslang læring, især for de mest sårbare lønmodtagere.
- Aktiv arbejdsmarkedspolitik, som bl.a. skal afkorte de enkeltes arbejdsløshedsperiode og fremme mulighederne for jobskifte.
- Sociale sikringsordninger med kontant understøttelse.

## Links
- Tilburg University Flexicurity Research Institute Arkiveret 24. marts 2009 hos  Wayback Machine
- Beskæftigelsesministeriet Flexicurity Udfordringer for den danske model Arkiveret 26. juni 2015 hos  Wayback Machine
- EU-Rådets konklusioner marts 2000 Arkiveret 8. september 2009 hos  Wayback Machine